# 마누체흐르 잘릴로프
마누체흐르 나스룰로예비치 잘릴로프(Manuchekhr Nasrulloyevich Dzhalilov, 러시아어: Манучехр Насруллоевич Джалилов, 러시아어: Манучеҳр Ҷалилов, 1990년 9월 27일 ~ )는 타지키스탄의 축구 선수로 현재 FC 이스티클롤에서 공격수로 활약 중이며 타지키스탄 대표팀 내 A매치 최다 득점자이다.

## 클럽 경력
2008년 러시아 프리미어리그의 명문 구단 중 하나인 로코모티브 모스크바에 입단하며 프로에 입문했으나 1군에서는 단 1경기도 출전하지 못했고 2009년부터 2010년까지 로코모티브 모스크바 산하 2군팀인 카잔카 모스크바에서 활동하며 44경기 8골을 기록했다.
그리고 2011년부터 2014년까지 러시아의 또 다른 구단인 네프테키미크 니즈네캄스크에서 활동하며 90경기 11골을 기록했고 2015년 FC 이스티클롤로 이적하며 조국인 타지키스탄으로 돌아왔다.
그리고 2017년까지 공식전 91경기 86골이라는 폭발적인 득점력을 과시하며 소속팀인 이스티클롤의 타지키스탄 프리미어리그 3연속 제패(2015년, 2016년, 2017년), 2016년 타지키스탄컵 우승, 2017년 타지키스탄컵 준우승, 타지키스탄 슈퍼컵 2연속 우승(2015, 2016), 2017년 타지키스탄 슈퍼컵 준우승, 2017년 AFC컵 준우승, TFF컵 2회 우승(2015, 2017)에 혁혁한 공을 세웠는데 특히 2015년과 2016년 2연속 타지키스탄 리그 득점왕 및 타지키스탄 올해의 선수상을 동시에 석권하는 기염을 토했고 2017년 AFC컵에서는 팀을 준우승으로 이끈 공을 인정받아 이 대회 최우수선수에 선정되는 영예를 안았다.
그렇게 2017년까지 이스티클롤의 핵심 공격수로 맹활약한 뒤 2018년 인도네시아 리가 2의 스리위자야 FC로 이적하여 30경기 7골로 2018년 이스트 칼리만탄컵 우승, 2018년 인도네시아 프레지던트컵 3위 입상에 큰 힘을 실어줬고 2019년 인도네시아 리가 1의 페르세바야 수라바야로 이적하여 2019년 인도네시아 프레지던트컵에서 5골로 공동 득점왕에 오르며 팀의 준우승을 이끌었으며 리그에서도 9경기에 출전해 팀의 준우승에 일조했다.
그 후 2020년 친정팀인 이스티클롤로 3년만에 복귀하여 리그 2연패(2020, 2021), 타지키스탄 슈퍼컵 2회 연속 우승(2020, 2021), 2021년 타지키스탄컵 준우승, 2021년 AFC 챔피언스리그 16강 진출 등에 기여했고 2021 시즌에서는 리그 18골을 터뜨리며 개인 통산 3번째 득점왕에 오르는 기염을 토했다.

## 국가대표팀 경력
타지키스탄 U-17 대표팀 일원으로 2007년 FIFA U-17 월드컵 대표팀에 발탁되어 비록 단 1경기도 출전하지 못했지만 팀의 FIFA 주관 대회 사상 첫 16강 진출을 함께 했다.
그로부터 4년 후인 2011년 9월 2일 2011년 AFC 아시안컵 4위팀인 우즈베키스탄을 상대로 국제 A매치 데뷔전을 치른 후 2015년 3월 26일 2014년 AFC 챌린지컵 3위팀인 몰디브와의 친선 경기에서 A매치 데뷔골을 신고했다.
이후 현재까지 44경기에서 20골을 뽑아내며 타지키스탄 국가대표팀 선수 가운데 A매치 최다 득점 타이틀을 보유하고 있으며 특히 2022년 FIFA 월드컵 아시아 지역 2차 예선 F조 8경기에서 4골을 폭발시키며 타지키스탄 축구 역사상 월드컵 아시아 지역 예선 최고 성적과 함께 2023년 AFC 아시안컵 3차 예선 직행에 앞장섰고 미얀마와의 2023년 AFC 아시안컵 3차 예선 F조 1차전에서도 페널티킥 득점을 기록하며 타지키스탄 축구 역사상 첫 아시안컵 본선 진출에 일조했다.

## 수상

### 클럽
FC 이스티클롤
- 타지키스탄 하이어 리그 : 우승 (2015, 2016, 2017, 2020, 2021, 2022)
- 타지키스탄컵 : 우승 (2015, 2016, 2022), 준우승 (2017, 2021)
- 타지키스탄 슈퍼컵 : 우승 (2015, 2016, 2020, 2021, 2022), 준우승 (2017)
- AFC 챔피언스리그 투 : 준우승 (2017)
- TFF컵 : 우승 (2015, 2017, 2021)

 스리위자야 FC
- 이스트 칼리만탄컵 : 우승 (2018)
- 인도네시아 프레지던트컵 : 3위 (2018)

 페르세바야 수라바야
- 리가 1 : 준우승 (2019)
- 인도네시아 프레지던트컵 : 준우승 (2019)

### 개인
- 타지키스탄 프리미어리그 득점왕 : 2015 (22골)[1], 2016 (22골), 2021 (18골), 2022 (16골)
- 타지키스탄 올해의 선수상 : 2015, 2016
- AFC 챔피언스리그 투 최우수선수상 : 2017
- 인도네시아 프레지던트컵 득점왕 : 2019 (5골/공동 수상)